# Кэмпбелл-Стейшн (Арканзас)
Кэмпбелл-Стейшн (англ. Campbell Station) — город, расположенный в округе Джексон (штат Арканзас, США) с населением в 228 человек по статистическим данным переписи 2000 года.

## География
По данным Бюро переписи населения США город Кэмпбелл-Стейшн имеет общую площадь в 4,4 квадратных километров, водных ресурсов в черте населённого пункта не имеется.
Кэмпбелл-Стейшн расположен на высоте 71 метр над уровнем моря.

## Демография
По данным переписи населения 2000 года в Кэмпбелл-Стейшне проживало 228 человек, 72 семьи, насчитывалось 94 домашних хозяйств и 100 жилых домов. Средняя плотность населения составляла около 50,7 человек на один квадратный километр. Расовый состав Кэмпбелл-Стейшна по данным переписи распределился следующим образом: 96,93 % белых, 2,63 % — чёрных или афроамериканцев, 0,44 % — коренных американцев.
Из 94 домашних хозяйств в 25,5 % — воспитывали детей в возрасте до 18 лет, 60,6 % представляли собой совместно проживающие супружеские пары, в 6,4 % семей женщины проживали без мужей, 23,4 % не имели семей. 23,4 % от общего числа семей на момент переписи жили самостоятельно, при этом 8,5 % составили одинокие пожилые люди в возрасте 65 лет и старше. Средний размер домашнего хозяйства составил 2,43 человек, а средний размер семьи — 2,82 человек.
Население города по возрастному диапазону по данным переписи 2000 года распределилось следующим образом: 19,7 % — жители младше 18 лет, 7,9 % — между 18 и 24 годами, 32,9 % — от 25 до 44 лет, 28,9 % — от 45 до 64 лет и 10,5 % — в возрасте 65 лет и старше. Средний возраст жителей составил 40 лет. На каждые 100 женщин в Кэмпбелл-Стейшне приходилось 107,3 мужчин, при этом на каждые сто женщин 18 лет и старше приходилось 98,9 мужчин также старше 18 лет.
Средний доход на одно домашнее хозяйство в городе составил 37 778 долларов США, а средний доход на одну семью — 38 472 доллара. При этом мужчины имели средний доход в 31 500 долларов США в год против 21 146 долларов среднегодового дохода у женщин. Доход на душу населения в городе составил 16 110 долларов в год. 9,4 % от всего числа семей в населённом пункте и 10,7 % от всей численности населения находилось на момент переписи населения за чертой бедности, при этом 23,4 % из них были моложе 18 лет и 3,8 % — в возрасте 65 лет и старше.